# Филдинг, Хелен
Хелен Филдинг (англ. Helen Fielding; род. 19 февраля 1958, Морли, Уэст-Йоркшир) — английская писательница, известная в первую очередь своими романами о Бриджит Джонс.

## Биография
Хелен Филдинг родилась в промышленном городке Морли (графство Йоркшир, Великобритания). Она была вторым ребёнком из четырёх в семье управляющего текстильной фабрикой и домохозяйки.
Окончила Оксфордский университет, где в колледже Святой Анны изучала английский язык и литературу. Десять лет она проработала на телевидении, на студии BBC, была телепродюсером, затем занималась журналистикой в газете. Тогда же Филдинг начала пробовать свои силы в «большой» литературе, но предложенный ею любовный роман был отвергнут издательством «Mills & Boon».
Её первая книга, сатирическая повесть «Причина успеха», была опубликована в 1994 году. В основу книги лёг опыт, почерпнутый автором во время съёмок документальных фильмов в Африке. Широкую известность Хелен Филдинг принёс роман «Дневник Бриджит Джонс», опубликованный в 1998 году и родившийся из колонки, которую она вела в газете «Индепендент». После шумного успеха книги последовало продолжение — «Бриджит Джонс: грани разумного» (1999), а потом вышла и новая книга, о приключениях новой героини Хелен Филдинг, — «Оливия Джоулз, или Пылкое воображение» (2003).
По её книгам были сняты два фильма — «Дневник Бриджит Джонс» и «Бриджит Джонс: Грани разумного», сюжет которых был адаптирован Ричардом Кёртисом. В 2013 было опубликовано продолжение истории «Бриджит Джонс. Без ума от мальчишки», а в 2014 — переведено на русский язык. В октябре 2015 начались съемки третьего фильма о Бриджит Джонс. На широкие экраны он вышел в 2016. В этом же году вышла четвёртая книга Хелен «Ребёнок Бриджит Джонс. Дневники» которая и легла в основу фильма.